# Susana Downes
Susana Danielle Downes (sinh ngày 6 tháng 9 năm 1993 tại Sydney) là một ca sĩ, diễn viên, vũ công, người mẫu và nữ hoàng sắc đẹp. Cô là người chiến thắng của cuộc thi Hoa hậu Trái Đất Úc 2019.

## Cuộc sống cá nhân
Downes sinh ra và lớn lên ở Sydney. Cô theo học tại Trường Đại học The McDonald, tốt nghiệp năm 2011 và tốt nghiệp Học viện âm nhạc Úc năm 2014 với bằng Cử nhân Âm nhạc, chuyên ngành Nhà hát âm nhạc. Cô là người Úc / Anh cũng như người gốc Philippines. Cô cũng là một vũ công, diễn viên và ca sĩ khá đam mê âm nhạc và theo đuổi bằng cấp về âm nhạc chuyên về ba lê, jazz, tap và piano. Cô đã được đóng vai chính trong một trong những vai diễn trong mơ của mình khi đóng vai Wendla Bergman trong bộ phim Spring Awakening năm 2014. Cô cũng đã thực hiện ca khúc solo đầu tiên vào năm 2015 với tựa đề My Music Wishlist.
Cô tham gia loạt phim Dead Lucky với vai Emily Tran. Cô cũng đã xuất hiện trong các quảng cáo cho McDonald, HiPages, Woolworths Colgate.

## Cuộc thi sắc đẹp

### Hoa hậu Trái Đất Úc
Downes tham gia Hoa hậu Trái Đất Úc 2018 và đoạt vương miện Hoa hậu Nước (tức Á hậu 2). Người đăng quang năm đó là cô Monique Shippen tham gia Hoa hậu Trái Đất 2018. Một năm sau, cô trở lại cuộc thi và giành chiến thắng.

### Hoa hậu Trái Đất 2019
Cô là đại diện của Úc tham gia cuộc thi Hoa hậu Trái Đất 2019 được tổ chức tại Philippines. Cô không góp mặt trong Top 20 người đẹp nhất.